# 土家由岐雄
土家 由岐雄（つちや ゆきお、1904年（明治37年）6月10日 - 1999年7月3日）は、日本の児童文学作家。本名は土屋姓である。

## 経歴
東京都文京区に生まれる。少年時代に図書館に通って巖谷小波の作品を愛読したことがきっかけとなり、児童文学作家を志望する。小学校を卒業してからは三菱の関連会社の給仕のかたわら、児童文学雑誌への投稿を行い、40編あまりの作品が入選を果たした。東京工学校採鉱冶金科卒業後は三菱商事や東京都教育局や少国民文化協会などに勤務しながら数冊の作品を発表していたが、1945年（昭和20年）に小国民文化協会が解散すると、執筆活動に専念する。
戦後は幼年童話の分野でも活動を始め、小学館児童文化賞を受賞した『三びきのこねこ』や、『かわいそうなぞう』が注目を集める。1971年『東京っ子物語』で野間児童文芸賞を受賞し、1975年には児童文化功労者として、日本児童文芸家協会から表彰された。
多くの児童文学作品を発表する一方で、児童を対象にした童句を創始し、複数の作品集を発表した。1992年1月から1999年3月まで、読売新聞日曜版の「童句」欄の選者を務めていた。晩年は埼玉県狭山市に在住していたが、狭山市の智光山公園子ども動物園前には土家の句が刻まれた童句碑が建っている。
1999年心不全のため死去。95歳没。葬儀は故人の遺志で行わなかった。
妻ツヤの実弟奥名修一は、太宰治と心中した山崎富栄の夫。

## 作風
1940年代に発表された『虹の出帆』は土屋の代表作の1つで、マレー半島を舞台に少年が活躍する長編の少年小説だが、三菱商事のシンガポール支店に勤務した体験が生かされている。
また、野間児童文芸賞を受賞した『東京っ子物語』は土家の自伝ともいえる長編で、職人気質の俳人である父とその息子である少年の生活を淡々と描いた作品である。土家が60代後半まで住み続けた東京の山の手の文化風俗や人情を、童話の形を用いて子供の視点から描いている。

## 評価
日本人が『ロビンソン・クルーソー』や『宝島』のような冒険小説を執筆したことで面目を果たしたとして、『虹の出帆』は文部省の児童図書推薦事業にて推薦を受け、文部大臣奨励賞を受賞した。当時の世評も高かったが、識者の間では児童文学の新風として評価する立場と、通俗的な読物に過ぎないとみなす立場とに分かれた。
『かわいそうなぞう』は教育出版と学校図書で、小学2年生用の国語の教科書に採用され、幼年層を対象とする戦争児童文学の代表的な作品として知られるようになった。一方で戦時猛獣処分を軍部の命令とするなど誤った記述も広まることになった（実際は大達茂雄東京都長官の行政命令）。

## 著書
- 東京を買った屑屋さん 展望社 1932
- 夢を売る店 童話と童話劇 双雅房 1935
- 虹の出帆 双雅房 1940
- ドイツ人形 鶴書房 1942
- 昭南島 少国民小説 金の星社 1943
- カド爺さんの話 マライ童話集 宮武正道共著 増進堂 1943 (大東亜圏童話叢書)
- 蟻地獄 金の星社 1944
- 花の南京 雁書房 1946
- セミツクリノオヂイサン 藤澤龍雄画 二葉書房 1946.9
- 太った王さま 雁書房 1948
- 温泉場のたぬき 小峰書店 1948 (青空文庫)
- こいぬとろうそくうり とんぼ社 1949
- まほうつかいのろば 3年生 金の星社 1955
- めだかのおまつり 金の星社 1955
- 円山応挙 偉人の少年時代 3 金の星社 1956
- ちびみみぞうさん 泰光堂 1958 (童話十二ケ月)
- 二宮金次郎 偕成社 1958 (児童伝記全集)
- 一休さん 偕成社 1958 (なかよし絵文庫)
- 野口英世 偕成社 1958 (なかよし絵文庫)
- 源平のたたかい 1958 (講談社の絵本)
- おじいさんのえほん・おばあさんのえほん 麦書房 1959 (雨の日文庫)
- ふしぎなつぼ ポプラ社 1962 (おはなし文庫)
- とよとみひでよし ポプラ社 1962 (おはなし文庫)
- ふえふきおじさん 小学館 1962 (小学館の幼年絵本)
- りょうかんさま 偕成社 1964 (幼年伝記ものがたり)
- 日本名作ものがたり集 偕成社 1965（幼年世界文学全集. 23）[7]
- おさるのふうせん 文憲堂七星社 1968
- かわいそうなぞう 金の星社 1970 (おはなしノンフィクション絵本) のちフォア文庫
- 東京っ子物語 東都書房 1971
- 勝海舟 母と子の世界の伝記 集英社 1974
- おこりんぼむし 小学館 1974 (小学館の創作童話シリーズ
- なかよし子ネコ 高橋書店 1975 (たかはしの創作童話)
- 人形天使 日本教文社 1975
- お月お星 かわいそうな話 母と子の日本の民話 11 集英社 1976.12
- ネコの水てっぽう 日本教文社 1977.8
- げたをはいたゾウさん 日本教文社 1978.8
- ビキニ島のかめ コーキ出版 1979.7 (絵本ファンタジア)
- ぼくの四季 童句文学への招待 童句集 単独舎 1987.10
- どうく 土家由岐雄童句集 むなぐるま草紙社 1987.10-1988.5
- てじなをつかうはとポッポ けやき書房 1988.2 (子ども世界・幼年童話)
- 母の日 童謡集 教育報道社 1992.11
- 天使と戦争 ある人形研究家の青春 文渓堂 1997.8 (翼をひろげて ; 2)
- 除夜のかね 土家由岐雄童句集 沖積舎 2005.5

(その他多数の絵本、再話)

## 再話
- 鶴になった王さま ハウフ 偕成社 1957 (児童名作全集)
- せむしの子馬 エルショフ ポプラ社 1957 (たのしい名作童話)
- ほらふきだんしゃく ビュルガー 1958 (小学館の幼年文庫)
- 鉄仮面 ボアゴベー 鶴書房 1961 (世界童話名作全集)
- ドリトル先生アフリカ行き ロフティング 1963.7 (講談社の絵本)
- わにのウォリー 1 ハナ=バーバラプロダクション 講談社インターナショナル 1964
- 原始家族 2(パパは強いぞ) ハナ=バーバラプロダクション 講談社インターナショナル 1965.1
- 血と砂 イバニエス 岩崎書店 1967 (ジュニア版世界の文学)
- カロリーヌとおともだち ピエール・プロブスト 福島のり子共著 小学館 1967 (オールカラー版世界の童話)
- カロリーヌの月旅行 ピエール・プロブスト 福島のり子共著 小学館 1967 (オールカラー版世界の童話)
- カロリーヌのせかいのたび プロブスト 福島のり子共著 小学館 1968 (オールカラー版世界の童話)